# اشعار استالین
جوزف استالین (نویسنده، انقلابی بلشویک، از بنیانگذاران و رهبران اتحاد جماهیر شوروی سوسیالیستی) پیش از پیوستن به صفوف انقلابیون کمونیست روس و در دوران نوجوانی مجموعه اَشعاری با مضامین اُمیدبخش به زبان گُرجی سروده بود.

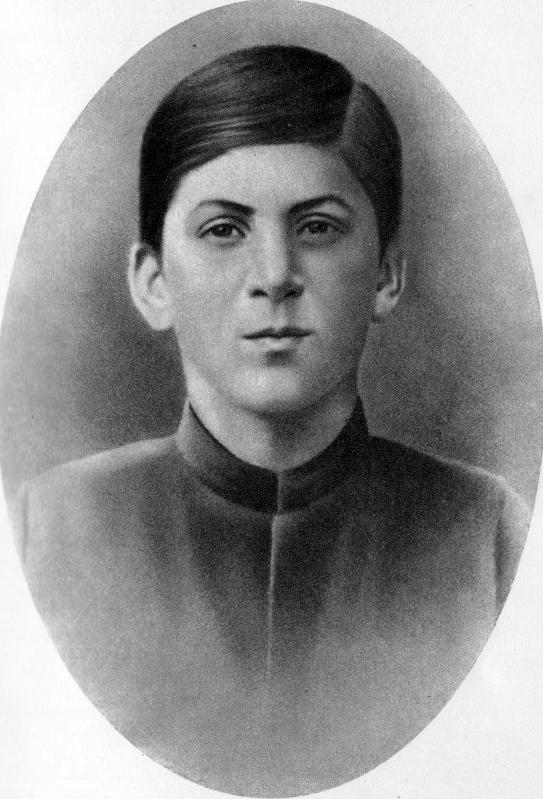
تصویری از نوجوانیِ "یُسِب بِساریُنیس دزِ جوغاشویلی" (بعدها "استالین") به هنگام تحصیل علوم دینی در تفلیس

## استالین شاعر
استالین در دوران نوجوانی (۱۸۹۶–۱۸۹۵) و هنگامی که در مدرسهٔ مذهبی کاتولیک شهر تفلیس تحصیل می‌کرد با مطالعهٔ آثار شکسپیر، گوته، والت ویتمن، ایلیا چاوچاوادزه، حماسه سرایی‌های گرجی و بعدها با آموختن زبان روسی و آشنایی با اشعار نیکولای نکراسوف، چند سروده به زبان مادری خود خلق کرد و آن‌ها را در مجلهٔ اَدبی مشهور «ایوریا» یعنی جایی که شعرای بزرگ گرجستانی چون ایلیا چاوچاوادزه فعالیت می‌کردند با نام مستعار «سوسو» به چاپ رساند. گفته می‌شود که چاوچاوادزه به آیندهٔ ادبی استالین بسیار خوشبین بوده‌است و به او توصیه کرده بود که شعر همان راهی است که او باید طی کند.

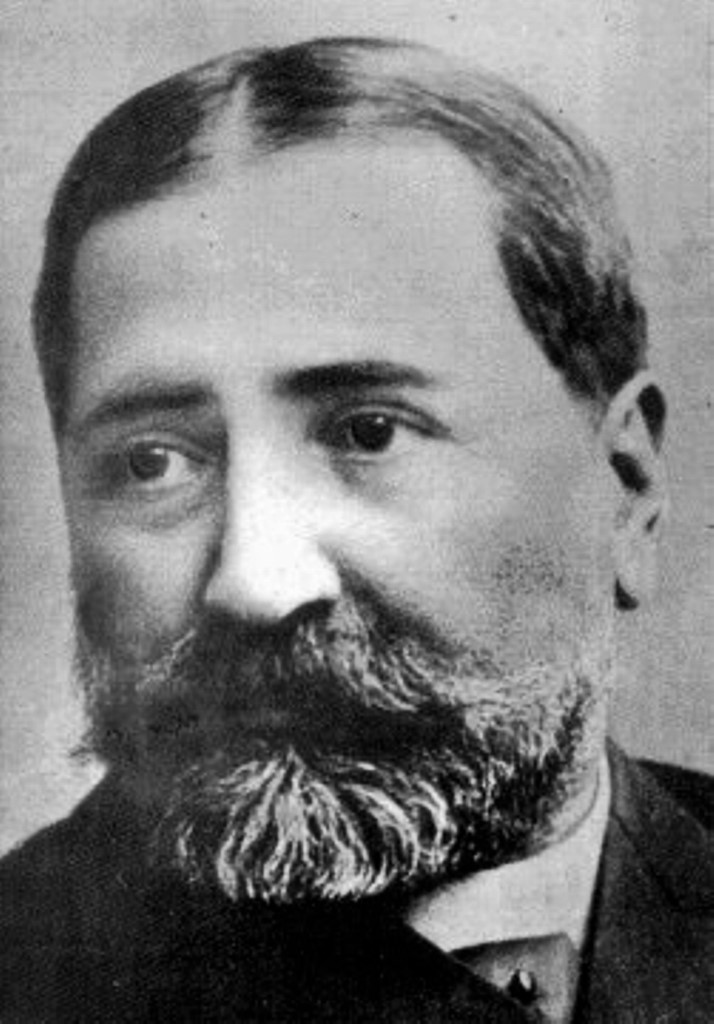
تصویری از ایلیا چاوچاوادزه شاعر و متفکر بزرگ گرجستانی

اما استالین پس از درگیر شدن در مسائل سیاسی و تحرکات انقلابی و همچنین کسب قدرت، از ادبیات و شعر فاصله گرفت تا جاییکه دیگر اثری خلق نکرد. اما اسناد به جای مانده نشان می‌دهد که استالین چند ویرایش بر سرود ملی شوروی نیز ایجاد کرده بود.

## ویژگی اشعار
سروده‌های استالین از عناصر رمانتیسم، وجوه سوسیالیستی و بلندپروازی‌های آرمانگرایانه برخوردار است. همچنین بسیاری از منتقدان استالین و کسانی که زندگی‌نامه وی را نگارش کرده‌اند سرودهای او را به خاطر روان بودن و آهنگ زیبایش ستوده‌اند.

## نمونهٔ اشعار
ماه
شنا کن، چون همیشه نستوه

برفراز زمینِ مستور از ابر،

و با تابِ نقره‌گونت

مِه را که این‌چنین انبوه است، از میان ببر.
به روی زمینِ خواب‌آلود،

با لبخندی پرمهر خم شو

بخوان لالایی برای کوه کازبک،

که یخچال‌هایش را برایت بالا گرفته.
ولی بدان که قطعاً کسی است

به خاک افتاده و ستم دیده،

اما چون کوه متاتسمیندا،

امید دلگرمش می‌دارد.
بدرخش در آسمانِ تار،

بازی کن با پَرتوهای مهتاب،

و همچون پیش، با نوری یک‌دست،

برفروز سرزمین آبایی‌ام را.
سینه به روت می‌گشایم،

دست به خوشامد دراز

و باز با روحی لرزان

نگاه می‌کنم به ماه تابان.
- سال ۱۸۹۵

ایوریا شمارهٔ ۱۲۳∗
زیر باغچه در آسمانِ نیلگون صدای چهچههٔ بلبل طنین انداز است

همان‌طور که روح از جنگلِ تاریک شب زجر می‌کشد

و این شعر که صادقانه اما عاری از پختگی است
با اطمینان بدانید

اگر ستم دیده‌ای را برزمین بزنید

با بارقه ای از اُمید

برای رسیدن به کوه خلوص

دوباره تلاش خواهد کرد